# لائوسور
لائوسور (نام علمی: Laosaurus) نام یک سرده از شاخه طنابداران است.